# Rosetta Stone (программа)
Rosetta Stone — программный продукт, предназначенный для обучения иностранным языкам с помощью компьютера, разработанный и выпускаемый компанией Rosetta Stone Inc. Название программы и её логотип ссылаются на Розеттский камень, позволивший лингвистам расшифровать египетские иероглифы.

## Работа с программой
Rosetta Stone использует комбинацию текста, изображений и звука, с тем чтобы обучающийся запоминал слова и грамматику интуитивно, без использования словарей. По мере развития ученика сложность повышается. В рекламе продукта говорится, что это такой же способ обучения, которым люди изучают свой первый язык.
Например, программа демонстрирует обучающемуся четыре фотографии. Далее даётся звуковое и текстовое пояснение, которое описывает одну из фотографий. Обучающийся должен выбрать фотографию, которая наиболее соответствует описанию. В другом варианте обучающийся должен завершить описание фотографии.
Во время письменных заданий программа предоставляет экранную клавиатуру для облегчения ввода нелатинских символов.
Если у обучающегося имеется микрофон, программное обеспечение может попытаться оценить произношения слов. Можно настроить тонкость восприятия произношения, что позволяет тренировать правильную речь.

## Начисление оценок
Программа интерактивно информирует обучающегося, правилен ли его ответ или нет. Через меню опций обучающийся может выбрать вид отметок и звуковых уведомлений. Программа оценивает ответы по шкале от 0 до 100. Оценка сохраняется и отображается в течение всех практических занятий, и скрывается во время тестов. За правильный ответ с первой попытки обучающемуся начисляется 4 балла, 3 балла за вторую попытку, 2 балла за третью попытку и 1 балл за выбор последнего оставшегося варианта. Также можно воспользоваться подсказками.

## Языки
На январь 2011 года программа позволяет обучаться по 34-м языкам.
| Язык                          | Версия | L1 | L2  | L3  | L4  | L5  | Аудио |
| ----------------------------- | ------ | -- | --- | --- | --- | --- | ----- |
| Арабский (литературный)       | v4     | Да | Да  | Да  | Нет | Нет | Да    |
| Китайский (севернокитайский)  | v4     | Да | Да  | Да  | Да  | Да  | Да    |
| Датский                       | v2     | Да | Нет | Нет | Нет | Нет | Нет   |
| Голландский                   | v4     | Да | Да  | Да  | Нет | Нет | Да    |
| Английский (США)              | v4     | Да | Да  | Да  | Да  | Да  | Да    |
| Английский (Великобритания)   | v4     | Да | Да  | Да  | Да  | Да  | Да    |
| Французский                   | v4     | Да | Да  | Да  | Да  | Да  | Да    |
| Немецкий                      | v4     | Да | Да  | Да  | Да  | Да  | Да    |
| Греческий                     | v4     | Да | Да  | Да  | Нет | Нет | Да    |
| Иврит                         | v4     | Да | Да  | Да  | Нет | Нет | Да    |
| Хинди                         | v4     | Да | Да  | Да  | Нет | Нет | Да    |
| Индонезийский                 | v2     | Да | Нет | Нет | Нет | Нет | Нет   |
| Ирландский                    | v4     | Да | Да  | Да  | Нет | Нет | Да    |
| Итальянский                   | v4     | Да | Да  | Да  | Да  | Да  | Да    |
| Японский                      | v4     | Да | Да  | Да  | Нет | Нет | Да    |
| Корейский                     | v4     | Да | Да  | Да  | Нет | Нет | Да    |
| Латинский                     | v3     | Да | Да  | Да  | Нет | Нет | Да    |
| Пушту                         | v2     | Да | Нет | Нет | Нет | Нет | Нет   |
| Персидский (Иран)             | v4     | Да | Да  | Да  | Нет | Нет | Да    |
| Польский                      | v4     | Да | Да  | Да  | Нет | Нет | Да    |
| Португальский (Бразильский)   | v4     | Да | Да  | Да  | Нет | Нет | Да    |
| Русский                       | v4     | Да | Да  | Да  | Да  | Да  | Да    |
| Испанский (Латинская Америка) | v4     | Да | Да  | Да  | Да  | Да  | Да    |
| Испанский (Испания)           | v4     | Да | Да  | Да  | Да  | Да  | Да    |
| Суахили                       | v2     | Да | Нет | Нет | Нет | Нет | Нет   |
| Шведский                      | v4     | Да | Да  | Да  | Нет | Нет | Да    |
| Тагальский                    | v4     | Да | Да  | Да  | Нет | Нет | Да    |
| Тайский                       | v2     | Да | Нет | Нет | Нет | Нет | Нет   |
| Турецкий                      | v4     | Да | Да  | Да  | Нет | Нет | Да    |
| Вьетнамский                   | v4     | Да | Да  | Да  | Нет | Нет | Да    |
| Валлийский                    | v2     | Да | Нет | Нет | Нет | Нет | Нет   |